# Salvagnac
Salvagnac település Franciaországban, Tarn megyében. Lakosainak száma 1236 fő (2022. január 1.). Salvagnac La Sauzière-Saint-Jean, Grazac, Lisle-sur-Tarn, Montgaillard, Puycelsi és Rabastens községekkel határos.

## Népesség
A település népessége az elmúlt években az alábbi módon változott:
| Lakosok száma | 1141 | 1179 | 1191 | 1184 | 1203 | 1223 | 1242 | 1238 | 1236 |
|               | 2013 | 2015 | 2016 | 2017 | 2018 | 2019 | 2020 | 2021 | 2022 |